# Erinome
Erinome /e.ri'no.me/, cunoscut și sub numele de Jupiter XXV, este un satelit retrograd neregulat al lui Jupiter . A fost descoperit de o echipă de astronomi de la Universitatea din Hawaii condusă de Scott S. Sheppard⁠(d) în 2000 și a primit denumirea temporară S/2000 J 4 . 
Erinome are aproximativ 3 kilometri în diametru și orbitează în jurul lui Jupiter la o distanță medie de 22.986.000 km în 682,80 zile, la o înclinație de 164° față de ecliptică (162° față de ecuatorul lui Jupiter), într-o direcție retrogradă și cu o excentricitate de 0.2552.
Aparține grupului Carme, alcătuit din sateliți retrograzi neregulați care orbitează în jurul lui Jupiter la o distanță cuprinsă între 23 și 24 Gm și la o înclinație de aproximativ 165°.

## Nume
Erinome a fost numit în octombrie 2002 după mitologica Erinoma, o femeie cipriotă, despre care grupul de descoperire spune că este o „fiică a lui Celes, forțată de Venus să se îndrăgostească de Jupiter”. (Totuși, Jupiter a fost cel pe care Venus l-a făcut să se îndrăgostească de Erinoma, pentru a o ruina.)
Vocala finală -a a numelui a fost schimbată în -e pentru a fi în conformitate cu convențiile de denumire a IAU pentru sateliții retrograzi.  Povestea este cunoscută doar în latină, iar manuscrisele poartă numele de Erinoma, Erinona și Erittoma . Numele original grecesc și, prin urmare, silaba accentuată în latină, este necunoscută. Ar putea fi o corupție târzie a lui Eurynome⁠(d),  caz în care accentul ar fi pe a treia silabă. Deoarece nu există niciun satelit numit „Eurynome” până în 2020, acest lucru nu ar fi ambiguu.